# Israël David Kiek
Israël David Kiek (22. dubna 1811, Groningen - 14. května 1899, Leiden) byl raný nizozemský portrétní fotograf, který dal vzniknout nizozemskému výrazu kiekje, což znamená snímek.

## Životopis
Kiek se narodil v Groningenu v židovské rodině a byl synem hodináře Davida Lazaruse Kieka a Lea Levie Pinto. V mladších letech pracoval v různých profesích: jako truhlář, nábytkář, prodejce loterií, obchodník a řezník. Kolem roku 1837 se oženil s Hendrikou de Leeuw a pár se přestěhoval z Groningenu do Goudy. Po jejich prvorozeném Louisu Israëlovi v roce 1838 následovalo dalších 10 přeživších dětí. Ve 40. letech 19. století se pár vrátil do Groningenu, poté se v roce 1852 přestěhoval do Amsterdamu a v roce 1855 se usadil v Leidenu.
Kiek možná v mladém věku experimentoval s daguerrotypií, ještě v Groningenu. První zmínka o Kiekovi jako portrétním fotografovi pochází z roku 1858. Jako fotograf zůstal aktivní nejméně do roku 1889. Čtyři z jeho synů (David, Abraham, Louis a Lion Kiek) šli v jeho stopách a stali se fotografy poté, co se vyučili v Kiekově ateliéru.
Působil nejen v Leidenu, ale také jako cestující fotograf v dalších městech, včetně Gorinchemu, Assenu a Utrechtu. V letech 1896-1898 žil v Arnhemu, poté se vrátil do Leidenu, kde zemřel ve věku 88 let.

## Portréty studentů
Kiek, který žil a pracoval v Nizozemsku v 19. století, produkoval cartes de visite, ale byl nejznámější jako fotograf studentů na univerzitě v Leidenu. Mezi studenty Leidenu bylo běžnou praxí, že skupinový portrét pořídil Kiek ve svém ateliéru na Rijnsburgersingel. Skupiny studentů se pravidelně objevovaly na jeho prahu brzy ráno, po dlouhé noci pití, studenti bouchali na dveře, aby ho probudili a nechali se vyfotografovat. Chování studentů se stalo tak nesnesitelným, že Kiek nakonec nechal instalovat plot a zvedací most, který jim v tom bránil.
Studentské portréty často neměly tu nejvyšší kvalitu. Fotografické portréty v té době vyžadovaly, aby sedící zůstali po určitou dobu nehybní, což se ukázalo pro opilé studenty jako obtížný úkol, proto se někteří na fotografii objevovali rozmazaní. Neformální studentské fotografie, tak odlišné od vysoce formálních portrétů té doby, se začaly nazývat kiekjes, výraz, který se od té doby stal obecným pojmem, který znamená snímek.
Průkopnickým prvkem jeho práce bylo použití detailních portrétních záběrů z blízka (close-up), přičemž hlava člověka vyplňovala celou fotografii. To bylo u rané portrétní fotografie neobvyklé; teprve ve 20. letech 20. století se detailní záběry staly běžnou součástí fotografického repertoáru.

## Vzpomínka
V roce 2001 byl na Rijnsburgersingel v Leidenu, přímo naproti bývalému studiu Kieka, odhalen památník fotografa Kiekmonument. Pomník je umělecké dílo zobrazující fotografickou kameru umístěnou na stativu. Při pohledu přes prohlížeč fotoaparátu odhaluje 12 různých fotografií, které v historii pořídil Kiek.
Belgický astronom Eric Walter Elst po něm v roce 1993 pojmenoval asteroid 17521 Kiek. Ve čtvrti IJburg v Amsterdamu je ulice pojmenovaná Kiekstraat a Leiden po něm pojmenoval ulici Kiekpad.
V roce 2015 se v univerzitní knihovně v Leidenu konala výstava jeho prací pod názvem Tussen Kunst en Kiek.

## Galerie

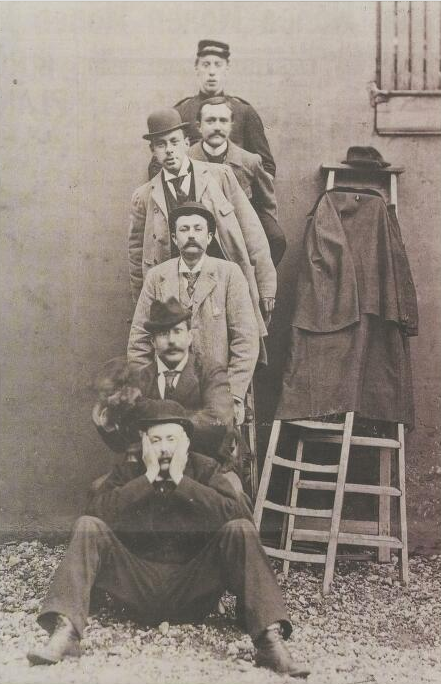
Snímek (kiekje), 1885
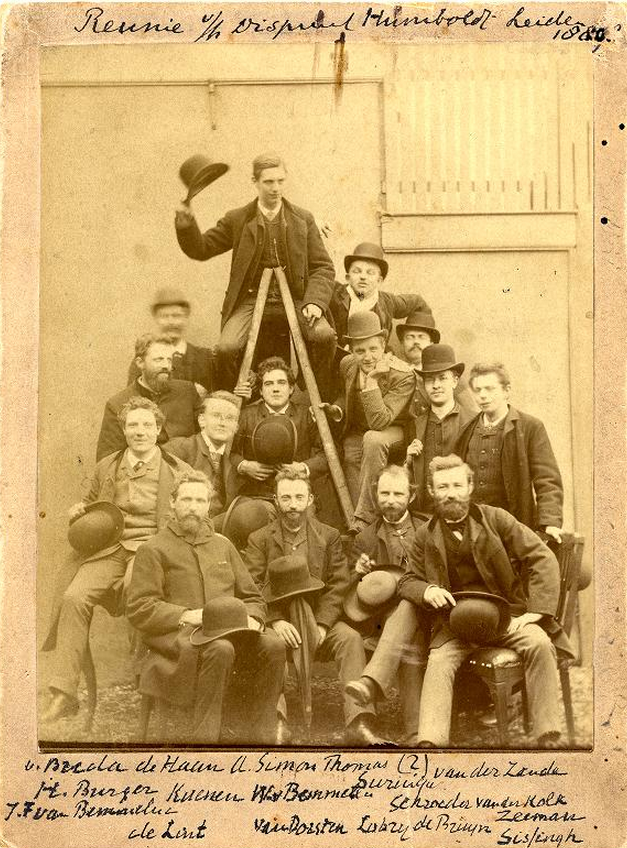
Shledání studentského klubu Humboldt van Sociëteit Minerva, 1875-1885
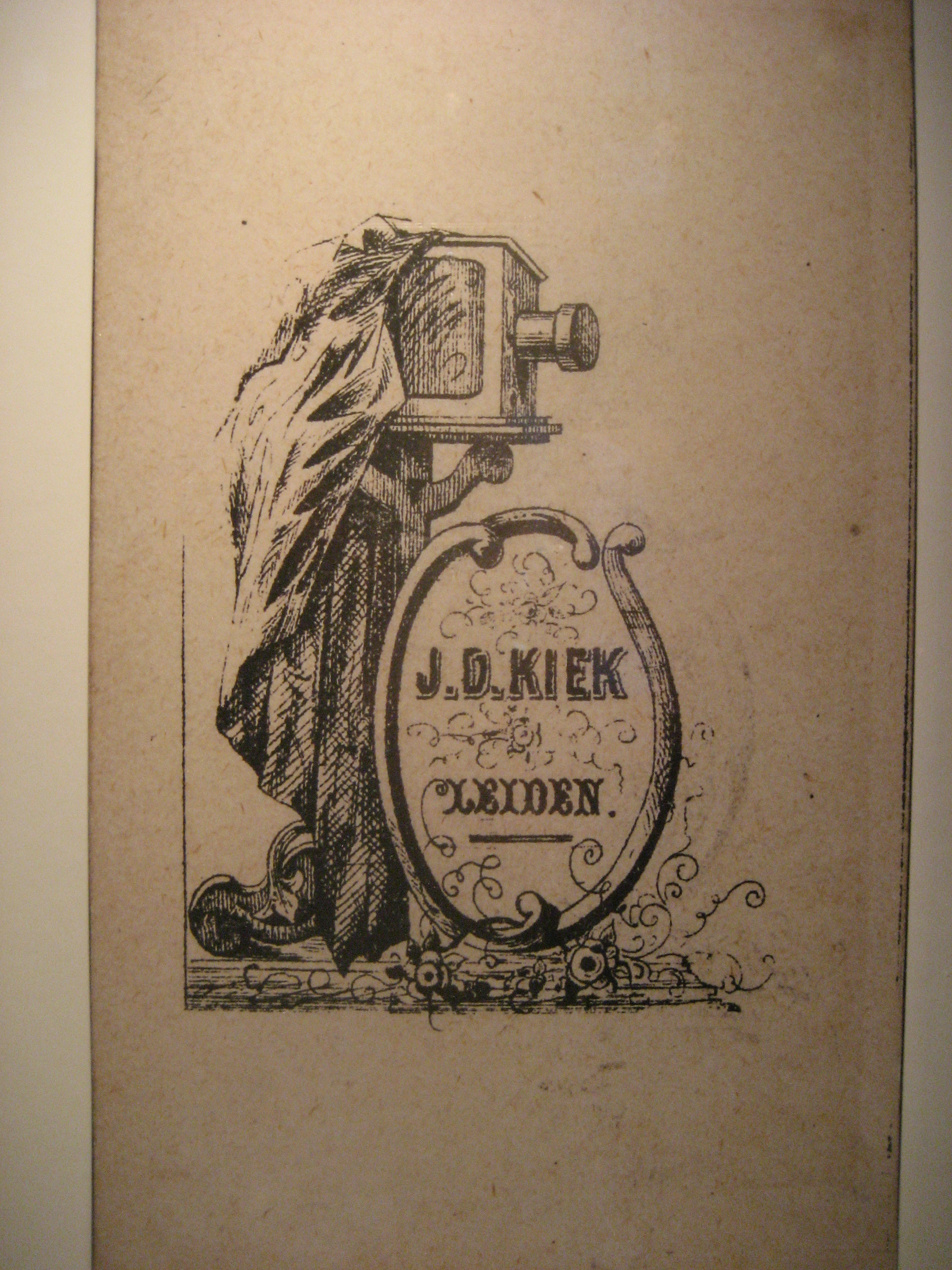
Logo Kiekovy společnosti
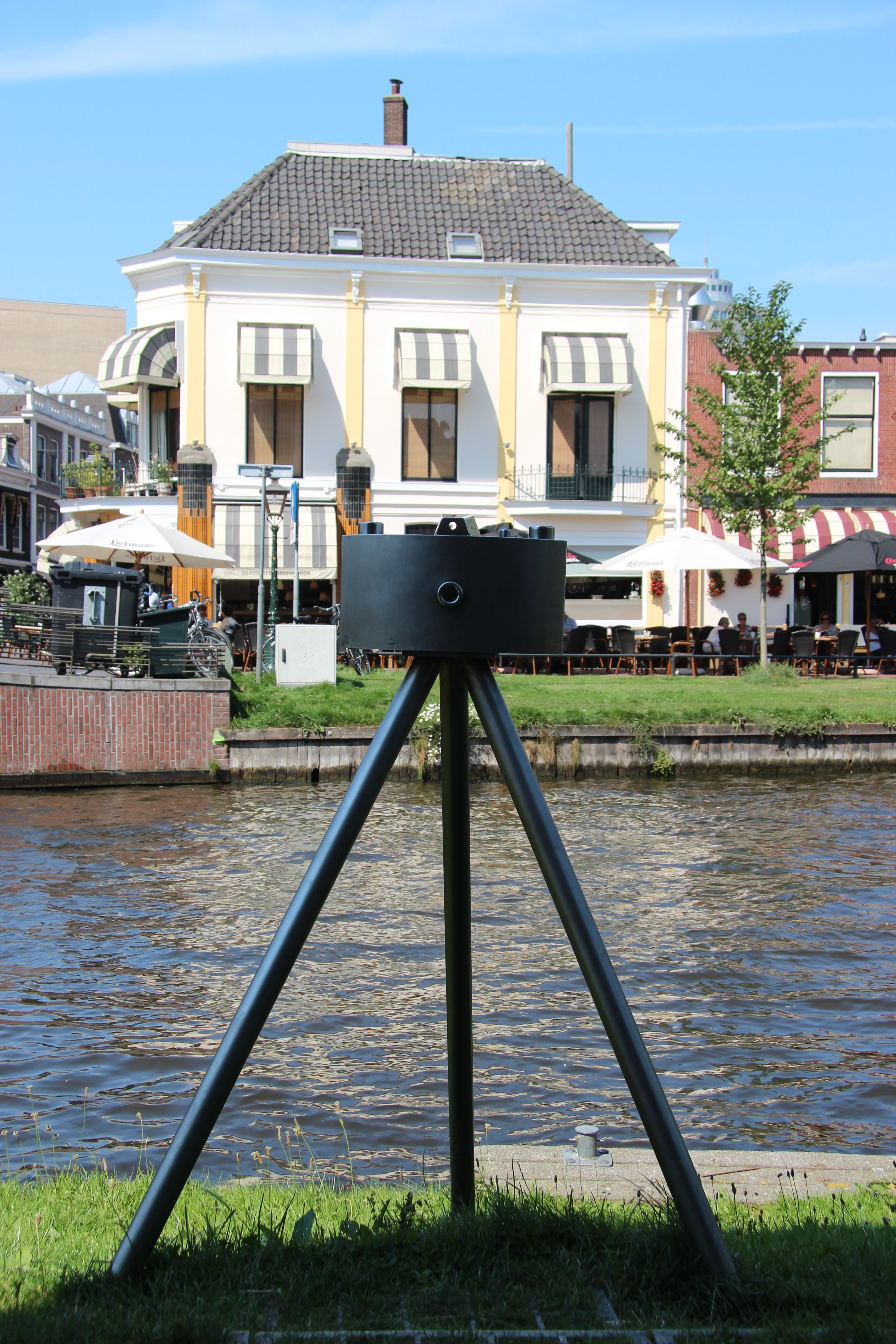
Kiekmonument v Leidenu
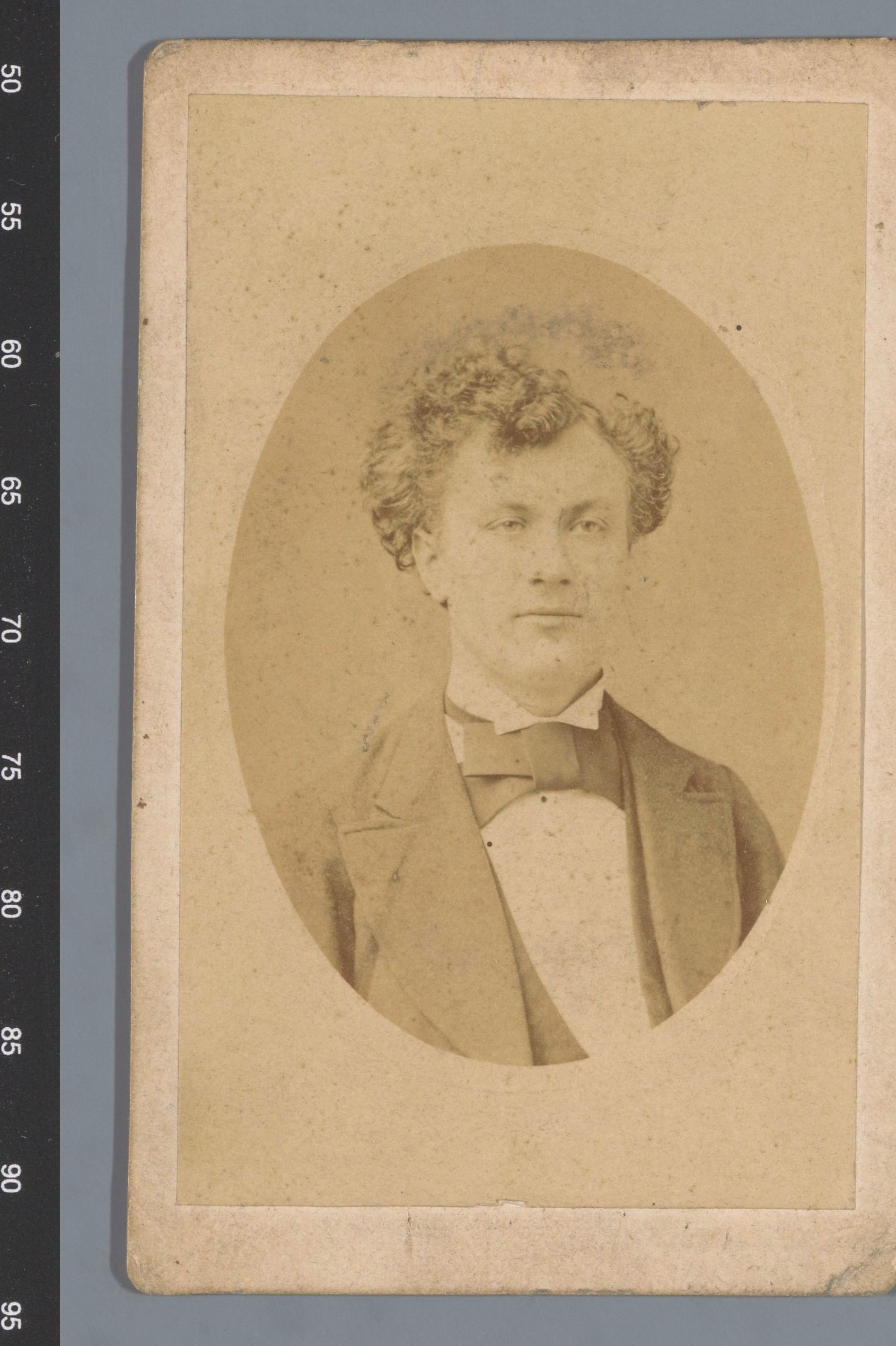
Portrét neznámého muže
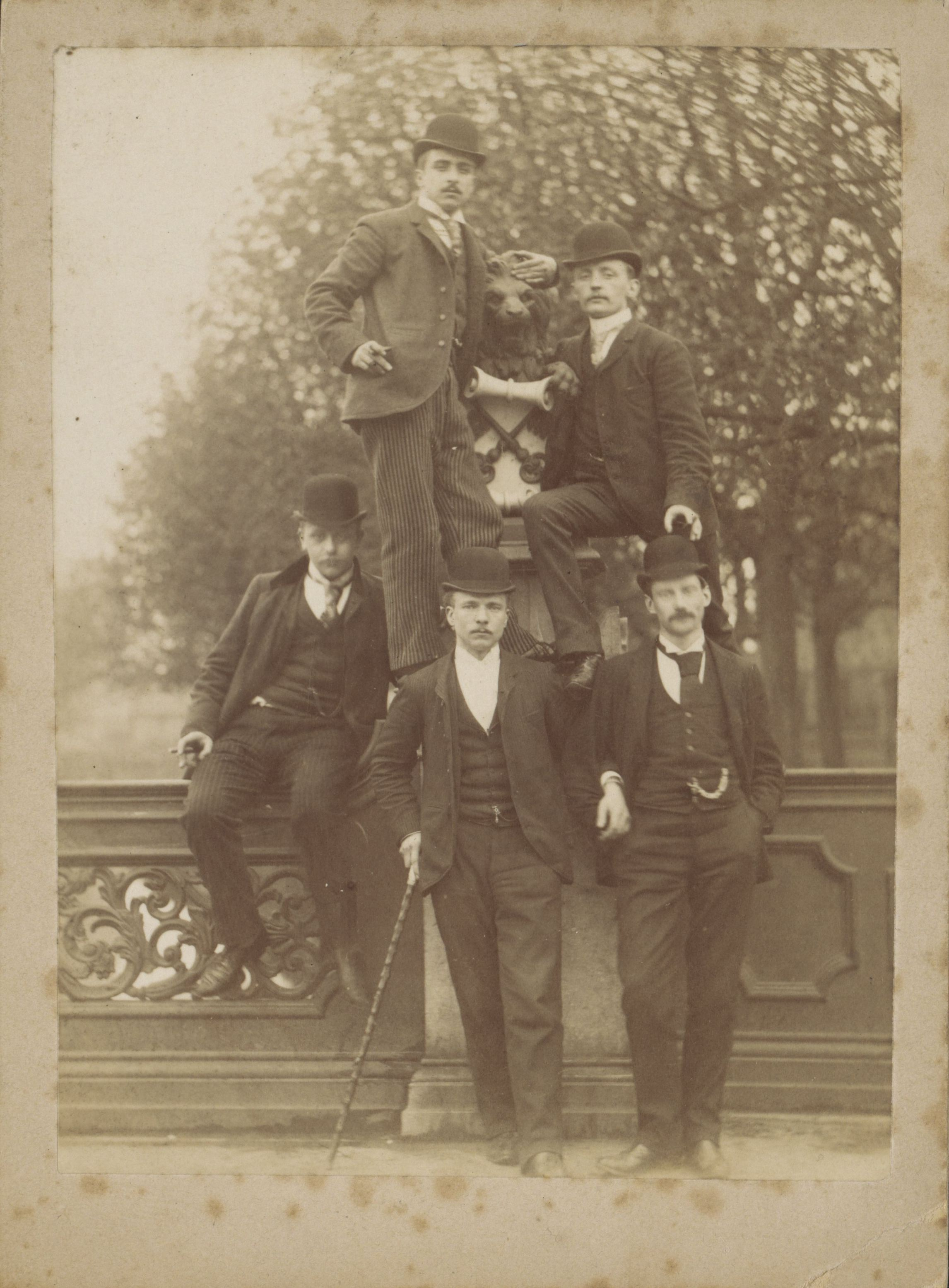
Portret van Leidse studenten Portret van vijf mannen met bolhoeden, vermoedelijk studenten
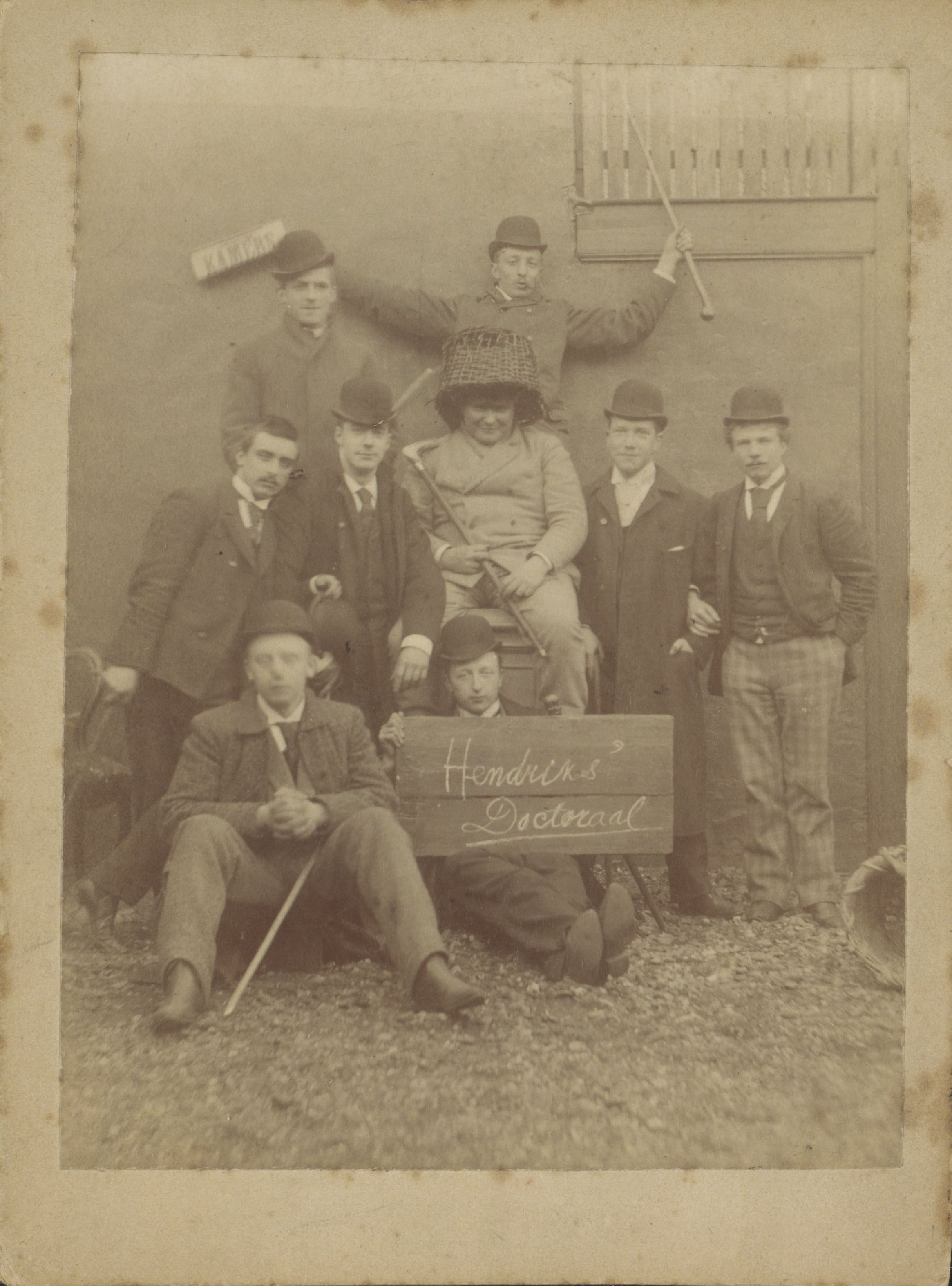
Groepsportret van studenten tijdens het doctoraalfeest van student Hendrik
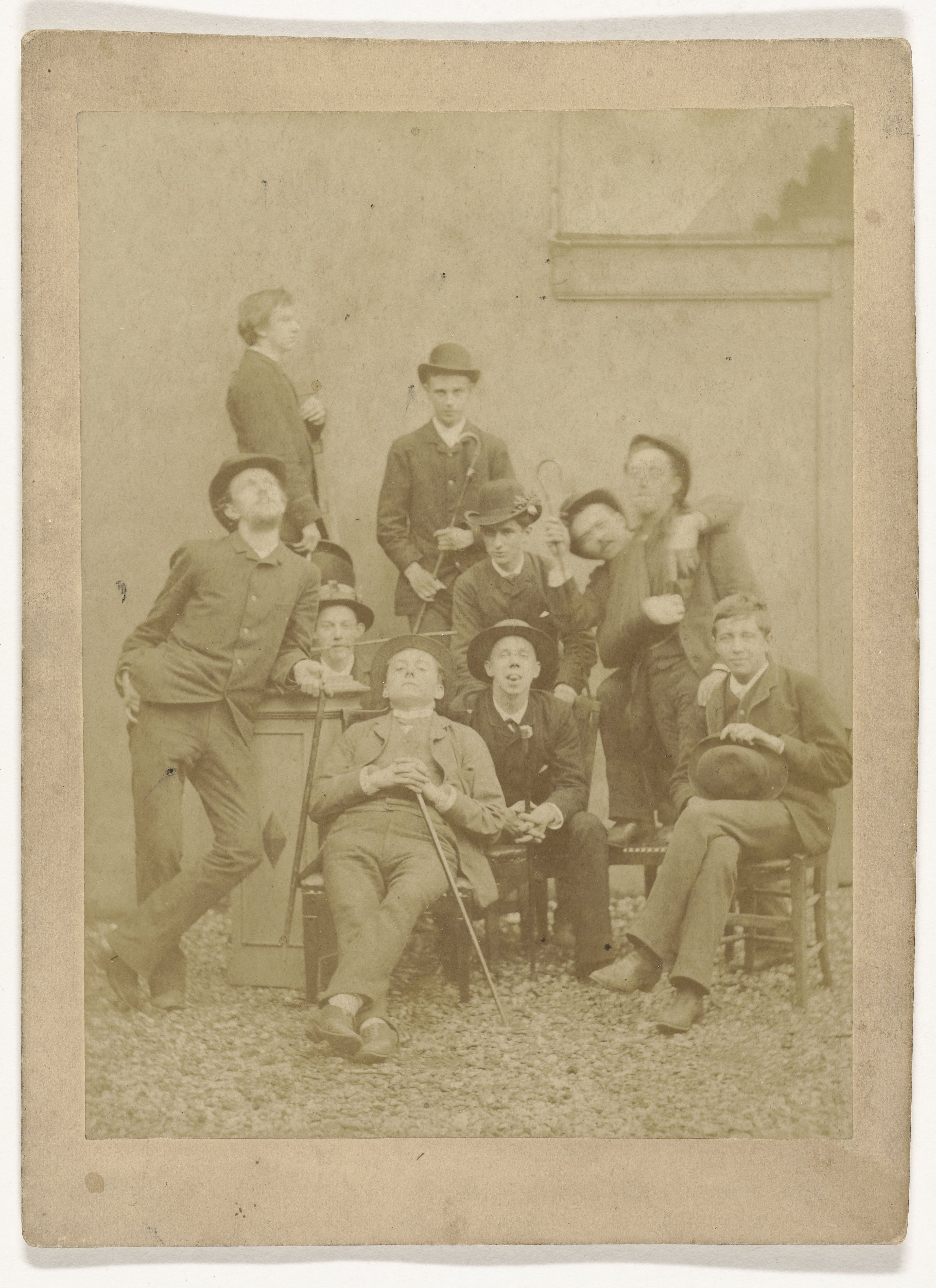
Groepsportret van tien studenten studenten Leiden